# Ranunculus ternatus
Ranunculus ternatus là một loài thực vật có hoa trong họ Mao lương. Loài này được Thunb. miêu tả khoa học đầu tiên năm 1784.

## Hình ảnh

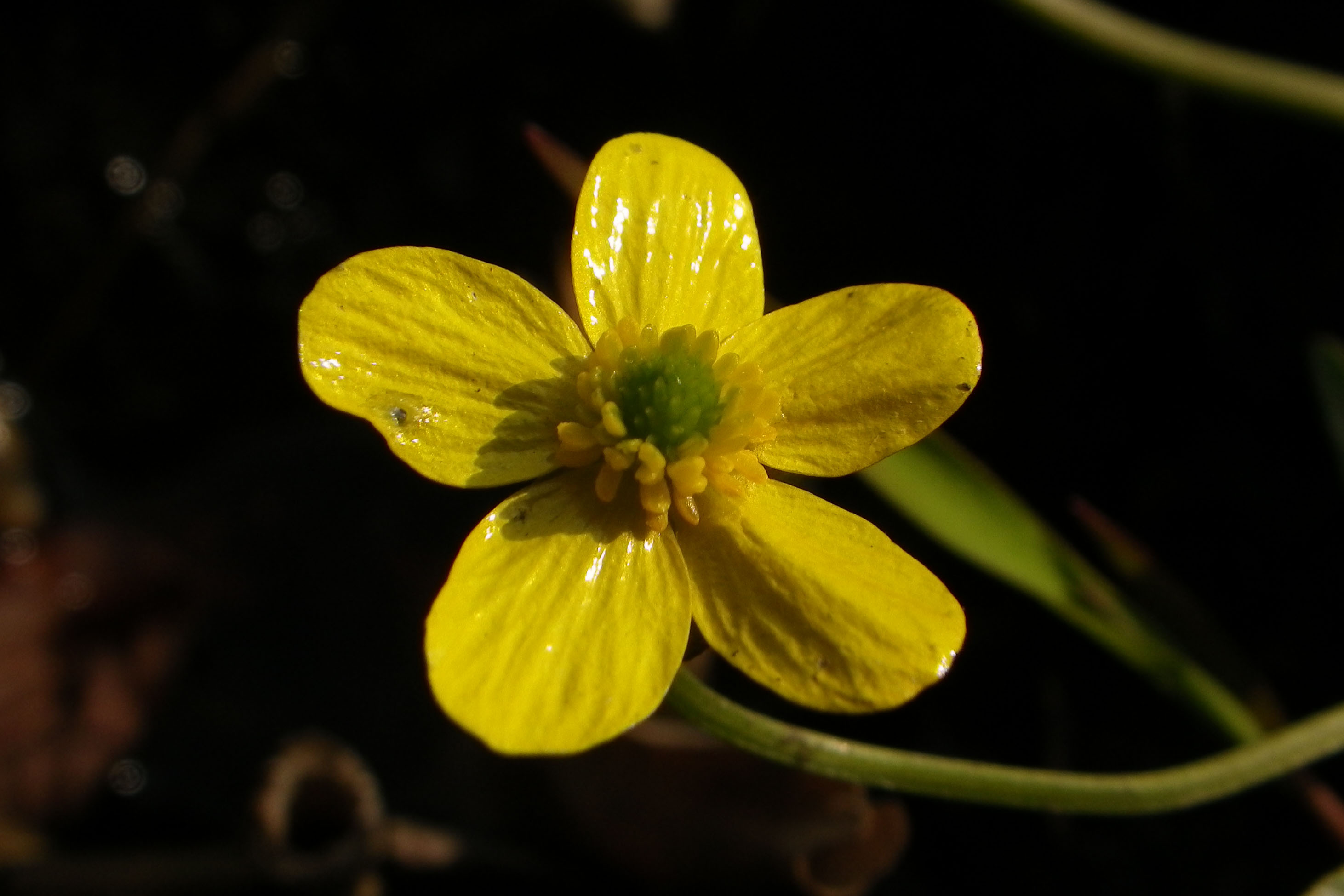